# 段聪
段聪（?—?），五胡十六国时代军事人物，辽西鲜卑族，段部鲜卑321-325年的首领段末波的儿子，段勤的弟弟。
352年，前燕慕容霸的军队抵达绎幕，段勤和他的弟弟段思、段聪举城投降。359年，段勤被前燕杀害，段思投奔东晋，段聪留在前燕。段聪的儿子段讚成为前燕的重臣。